# Polo in Argentinien
Polo ist in Argentinien eine der beliebtesten Mannschaftssportarten.

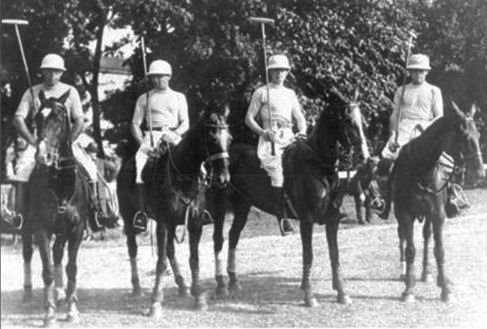
Argentinische Olympiamannschaft von 1924

## Geschichte
Polo ist eine der ältesten Sportarten der Menschheitsgeschichte, die bis heute gespielt wird. Nach Argentinien kam sie 1873 durch Engländer, die ins Land kamen, um u. a. die Eisenbahn zu bauen. Das Mallet, das durch einen Thomas Taylor mitgebracht worden sein soll, ist heute im Venado Tuerto Polo Club ausgestellt. Die Landbewohner, vornehmlich die Gauchos, spielten damals Pato, das eine gewisse Ähnlichkeit mit Polo hat, so dass die neue Sportart rasch an Popularität gewann. Außerdem gab es auf den riesigen Estancias (Farmen) in der Pampa Pferde und reichlich Platz für Polofelder. Der wirtschaftliche Aufschwung in dieser Zeit trug wohl auch zur Beliebtheit des Sports bei.
Das erste Polo-Match fand am 30. August 1875 auf der Estancia Negrete in der Provinz Buenos Aires zwischen englischen und irischen Spielern statt. Da es noch kein fest gefügtes Regelwerk gab, hatte das Team Campo fünf, das Team Ciudad sechs Spieler. Der erste Poloclub, Flores Polo Club, wurde 1880 gegründet. Es folgten der Lomas Polo Club (1885), der Belgrano Polo Club (1886) und der Hurlingham Polo Club (1886). 1893 wurden die ersten Argentine Open ausgetragen. Heute werden die Open in acht chukkas à 7,5 Minuten gespielt, in der Anfangszeit gab es drei Spielabschnitte à 20 Minuten, später vier à 15, dann sechs à 10, schließlich setzte sich die heutige Aufteilung durch. Auch war den Spielern anfangs erlaubt, mit links zu spielen. 1895 reiste eine argentinische Mannschaft nach London, ihr Erfolg dort war die Grundlage für das bis heute hohe Ansehen argentinischer Spieler und Teams. 1924 in Paris und 1936 in Berlin holte Argentinien olympisches Gold.
→ Siehe auch: Olympische Sommerspiele 1924/Polo und Olympische Sommerspiele 1936/Polo

## Spieler
Zwischen 1911, seit der Einführung des Spieler-Handicaps, und heute erreichten 42 Spieler in Argentinien ein Handicap von 10 (Bewertung durch die Asociación Argentina de Polo). Diese Bewertung kann sich von den Handicaps derselben Spieler in den USA und in England unterscheiden, da die dortigen Polo-Vereinigungen ihre eigenen Kriterien haben. Zweimal jährlich werden die Handicaps aktualisiert. 2017 halten in Argentinien nur wenige Spieler die „perfekte 10“, darunter ist mit dem Uruguayer David Stirling ein Ausländer.
Spieler mit Handicap 10 in Argentinien in der Vergangenheit:
- Mariano Aguerre
- Enrique Alberdi
- Juan Carlos Alberdi
- Milo Fernández Araujo
- Roberto Cavanagh
- Bartolomé Castagnola
- Francisco Dorignac
- Gastón Dorignac
- Luis Duggan
- Daniel González
- Carlos Gracida
- Guillermo Gracida
- Alfredo Harriott
- Juan Carlos Harriott (Jun)
- Alberto Pedro Heguy
- Alberto Heguy (Jun)
- Bautista Heguy
- Eduardo Heguy
- Gonzalo Heguy
- Horacio Heguy
- Horacio Heguy (Jun)
- Ignacio Heguy
- Marcos Heguy
- Luis Lacey
- Carlos Menditeguy
- Julio Menditeguy
- Agustin Merlos
- Juan Ignacio Merlos
- Sebastián Merlos
- Lucas Monteverde (Jun)
- Ignacio Novillo Astrada
- Miguel Novillo Astrada
- Gonzalo Pieres (Sen)
- Alfonso Pieres
- Gonzalo Tanoira
- Juan Traill
- Ernesto Trotz

Spieler mit Handicap 10 in Argentinien 2018
- Adolfo Cambiaso (Jun)
- Pablo Mac Donough
- Juan Martin Nero
- Facundo Pieres
- Gonzalo Pieres (Jun)
- Nicolas Pieres
- David Stirling (URY)
- Pablo Pieres (USA)
- Guillermo Caset Jr.
- Hilario Ulloa

Der wohl erfolgreichste Spieler in der Vergangenheit war Juan Carlos „Juancarlitos“ Hariott (Jun). Seine Karriere als Polospieler dauerte 36 Jahre, von 1952 bis 1988. Sein Handicap von 10 hielt er für 20 Jahre und er gewann 24-mal die Argentine Open. Als bisher einziger argentinischer Polospieler erhielt er 1976 die Olimpia de Oro („Goldene Olimpia“), eine Ehrenauszeichnung von argentinischen Sportjournalisten, fünfmal bekam er die Olimpia de Plata („Silberne Olimpia“), nämlich 1970 und 1975 bis 1978. Sein Team war Coronel Suárez, in dem er auf der Position 3 spielte. Sein Zeitgenosse Gonzalo Tanoira sagte über ihn: „Wenn die Heguys oder ich mit 10 bewertet werden, dann ist Juancarlitos eine 13 oder 14.“
Ähnliches sagt man heute über einen noch aktiven Spieler: Adolfo Cambiaso (Jun). Als er 1992 zum ersten Mal an den Open teilnahm, erzielte er 46 Tore für seine Mannschaft Ellerstina. 1998 machte er 67 Tore während der Open und er hält den Rekord mit der größten Anzahl an Toren in einem Match (16 Tore, das erste Mal 1992, danach noch zweimal) und mit der Gesamtzahl von in den Open erzielten Toren (535). Mit 17 wurde er in den USA auf Handicap 10 eingestuft, zwei Jahre später auch in Argentinien als bis dahin jüngster Spieler. Seit 2001 spielt er mit dem von ihm gegründeten Team La Dolfina, das bisher viermal die Open gewonnen hat.
Eine Familie, die sehr stark mit dem Polosport verbunden ist, sind die Heguys. Der erste aus diesem Clan, Antonio, gewann 1958 die Open mit Coronel Suárez-Los Indios. Seine Söhne, Horacio und Alberto Pedro, Mitglieder von Coronel Suárez, erreichten die „10“. Alberto Pedro spielte insgesamt 28-mal in den Open mit. Auch die dritte Generation spielt(e) mit einem perfekten Handicap und alle von ihnen (Horacio (Jun), Gonzalo, Marcos, Bautista, Eduardo, Alberto (Jun) und Ignacio) gewannen jeweils mehrere Male die Open.
An Spielerinnen sind besonders Marianela Castagnola, eine Kusine von Bartolemé Castagnola, María Chavanne, María Cerrutti, María Bellande und Paola Martínez zu erwähnen. Die erstgenannte hat als erste Frau den Copa República Argentina gewonnen, die letzten vier bildeten das erste rein weibliche Team, das eine Chance hatte, den Copa Comienzo zu gewinnen.
Als einzige ausländische Spieler, die in Argentinien mit einer „10“ bewertet wurden, sind Carlos und Guillermo „Memo“ Gracida zu nennen, die aus Mexiko stammen.

## Teams
Die erste große Mannschaft in der Geschichte des argentinischen Polos war Hurlingham. Sie war Sieger der ersten Open und gewann insgesamt 15-mal dieses Turnier.
In den 1940er Jahren waren El Trébol und Venado Tuerto dominierend. El Trébol gewann zwischen 1939 und 1943 alle Open, vier davon in derselben Besetzung: Luis Duggan, Julio M. Menditeguy, Heriberto Duggan und Carlos Menditeguy. Danach wurden sie von Venado Tuerto abgelöst, die von 1944 bis 1950 alle Turniere gewannen.
Das erste Team, das ein perfektes Team-Handicap von 40 erreichte, war Coronel Suárez, bestehend aus Alberto Pedro und Horacio Heguy sowie Juan Carlos und Alfred Harriott. Insgesamt gewann Coronel Suárez, in verschiedenen Besetzungen, zwischen 1952 und 1983 26-mal die argentinischen Open und viermal die Triple Corona (Gewinn von Tortugas Open, Hurlingham Open und Argentinische Open in einem Jahr).
Weitere Teams mit einem höchstmöglichen Handicap waren La Espadaña und Indios Chapaleufú. La Espadaña war erfolgreich in den 1980er Jahren, vorwiegend in der Besetzung: Carlos Gracida, Alfonso und Gonzalo Pieres (Sen) und Ernesto Trotz. Sie gewannen sechsmal die Open. Indios Chapaleufú dominierte die 1990er Jahre. Es war die erste Mannschaft, die nur aus Brüdern bestand: Bautista, Gonzalo, Horacio (Jun) und Marcos Heguy. Ihre Cousins, Eduardo, Alberto (Jun) und Ignacio Heguy sowie Milo Fernández Araujo bildeten Indios Chapaleufú II.
In jüngster Vergangenheit sind vor allem zwei Teams zu nennen: Ellerstina, das viele Jahre mit den Brüdern Gonzalo (Jun) und Facundo Pieres und deren Cousins Matias und Pablo Mac Donough gespielt hat sowie La Dolfina, bestehend aus Adolfo Cambiaso, Lucas Monteverde, Mariano Aguerre und Bartolomé Castagnola. Beide Teams sind zurzeit die einzigen mit einem Team-Handicap von 40, Ellerstina in der Besetzung Gonzalo (Jun) und Facundo Pieres, Pablo MacDonough und Juan Martin Nero.
Auch bei den Olympischen Sommerspielen waren die argentinischen Polospieler erfolgreich: 1924 holte die argentinische Nationalmannschaft, bestehend aus Guillermo B. Naylor, Juan Miles, Enrique Padilla, Arturo Kenny, Jack Nelson und Alfredo Pena, olympisches Gold in Paris. In 4 Spielen machten sie 46 Tore bei 14 Gegentoren. 1936, bei der Olympiade in Berlin, spielte das Nationalteam, diesmal mit Luis Duggan, Roberto Cavanagh, Andrés Gazotti und Manuel Andrada, 11-0 gegen Großbritannien.

## Pferde
Es heißt, die Pferde machten bis zu 90 % des Spiels aus. Hauptsächlich wird das Polo Argentino gespielt, eine Züchtung aus argentinischen Criollos und dem Englischen Vollblut. Criollos zeichneten sich durch ihre Anspruchslosigkeit, Ausdauer und Durchhaltevermögen aus. Die englischen Pferde steuerten ihre Schnelligkeit bei und waren leicht zu lenken. Ursprünglich war die Höhe von Polopferden auf 142 cm begrenzt, dann auf 147. Heute gilt als ideale Höhe 156 cm.
Jährlich werden laut dem argentinischen Züchterverband für Polopferde (AACCP) ca. 3.000 Fohlen geboren. Die besten von ihnen fangen mit 5 Jahren zu spielen an, bis sie 12, maximal 15, Jahre alt sind. Es werden überwiegend Stuten gespielt, seltener Wallache oder Hengste. Einerseits werden Stuten bessere Spieleigenschaften nachgesagt, andererseits kann man sie auch für die Zucht verwenden.
Viele Spieler betätigen sich auch als Züchter, besonders Nachwuchs von Pferden, die in den unten genannten Turnieren gespielt haben, lässt sich gewinnbringend verkaufen. Am 22. April 2010 wurde in den USA das erste geklonte Polopferd geboren. Der Hengst stammt von Califa ab, einem der bekannteren Pferde des argentinischen Spielers und Züchters Mariano Aguerre, dem auch das neugeborene Fohlen gehört.
Durchschnittliche Polopferde kosten zwischen 5.000 und 15.000 $, Spitzentiere können bis zu 200.000 $ wert sein, wie der legendäre Hengst Aiken Cura, der Adolfo Cambiaso gehörte.
Aufgrund der Bedeutung der Tiere für das Spiel veröffentlicht die AACCP jedes Jahr eine detaillierte Aufstellung aller Pferde, die in den argentinischen Open gespielt werden, inklusive Angaben über Abstammung, Züchter und Eigentümer.
Alljährlich werden auf der Exposición Rural ("La Rural"), einer Landwirtschaftsausstellung in Buenos Aires, auch die besten Züchtungen in der Kategorie „Polopferde“ prämiert. Das beste Pferd in den argentinischen Open wird jährlich mit dem Lady Susan Townley Preis geehrt.

## Turniere
Der Campeonato Abierto del Tortugas Country Club (Offene Polo-Meisterschaften von Tortugas) ist kalendarisch das erste große Turnier der argentinischen Saison. Die Teilnehmerzahl ist auf sechs Teams begrenzt, gewonnen hat 2010 Ellerstina.
Der Campeonato Abierto del Hurlingham Club wird in Hurlingham, einem Vorort von Buenos Aires, im Oktober ausgespielt und ist zusammen mit den argentinischen Open das älteste bis heute durchgeführte Polo-Turnier in Argentinien. 2010 fand die 117. Auflage statt, Gewinner war Ellerstina.
Die Offenen argentinischen Polo-Meisterschaften (Span. „Campeonato Argentino Abierto de Polo“) werden seit 1893 gespielt. Seit 1928 ist der Austragungsort der Campo Argentino de Polo, im Volksmund auch Polo-Kathedrale genannt, in Buenos Aires-Palermo. Es findet im November/Dezember statt und ist das prestigeträchtigste Turnier. Die Zahl der teilnehmenden Teams ist auf 8 begrenzt. Meistens handelt es sich um eine rein argentinische Angelegenheit. Ellerstina und La Dolfina bestritten 2010 das Finale, das Ellerstina gewann.
Adolfo Cambiaso sagte über das Turnier: „Es ist das größte Bestreben jedes Spielers, die Open zu gewinnen. In Palermo verstärken sich die Gefühle. Wenn du gewinnst, bist du der glücklichste Mensch auf der Welt, wenn du verlierst, überwältigt dich dein Unglück. Es gibt kein anderes Turnier wie dieses in der ganzen Welt, es ist das beste Feld in der Welt und das ist es, was so großartig daran ist.“
Neben argentinischer Prominenz sind dort auch regelmäßig die Schönen und Reichen aus dem Rest der Welt zu sehen: Sarah Ferguson ist als Polo-Fan bekannt, amerikanische Millionäre und arabische Scheichs reisen an, um Polo zu sehen und Pferde zu kaufen. Auch die Sängerin Madonna wurde 2008 während einer Südamerika-Tournee mit ihren Kindern bei den Open gesichtet.
Alle drei oben genannten Wettkämpfe bilden die sog. Triple Corona (Dreifache Krone). Bislang haben vier Teams die Triple Corona gewonnen: Coronel Suárez (viermal), Santa Ana (1973), Ellerstina (1994 und 2010) und La Aguada (2003). Das Handicap der Teams für diese Turniere muss zwischen 28 und 40 liegen, das Niveau liegt damit höher als für die wichtigen Turniere in England (maximales Team-Handicap 22) oder in den USA (max. 26 bei den US Open).
Weitere wichtige Turniere sind die Jockey Club Open, Copa Cámara de Diputados, Copa República Argentina und Copa Provincia de Buenos Aires.
Ein internationales Turnier, das heute nicht mehr stattfindet, war der Copa de las Américas, das zwischen Argentinien und der USA ausgetragen wurde. Von insgesamt 8 Spielen gewann Argentinien 6, nämlich 1936, 1950, 1966, 1969, 1979 und 1980.

## Polo in Argentinien als Wirtschaftsfaktor
Polo hat sich in Argentinien zu einer wirtschaftlichen Größe entwickelt, besonders im Tourismus. Der Sport zieht zunehmend ausländische Besucher an, die ins Land kommen, um ein Turnier zu besuchen oder um Unterricht in einer Polo-Schule zu nehmen zwecks Verbesserung des eigenen Handicaps.
Ein weiterer Wirtschaftszweig, der mit Polo zusammenhängt, ist die Zucht von Polopferden und der Export bzw. Verkauf im eigenen Land.
Auch die Bekleidung und Ausrüstung von Polospielern stammt zumeist von argentinischen Firmen. Im Bereich der Oberbekleidung (Jeans, Trikots) sind die Firmen La Martina und La Dolfina führend. Bekleidung von La Martina gibt es mittlerweile u. a. auch in Deutschland zu kaufen und hat eine gewisse Beliebtheit auch unter Nicht-Polospielern. Die sonstige Ausrüstung (Helme, Mallets, Sättel, Stiefel) wird überwiegend von kleineren argentinischen Manufakturen hergestellt.
Ein weiterer Faktor ist das Sponsoring von Turnieren und/oder Teams. Zu den Sponsoren gehören Firmen aus diversen Wirtschaftszweigen, darunter Fernsehsender, Autobauer, Uhrenmanufakturen oder Hotelketten.

## Vereinigungen
- Asociación Argentina de Polo (Argentinischer Polo-Verband)
- Asociación Argentina de Jugadores de Polo (Spieler-Verband)
- Asociación Argentina de Criadores de Caballos de Polo (Vereinigung der Züchter von Polopferden)